# Kassandra Missipo
Kassandra Ndoutou Eboa Missipo (3 februari 1998) is een Belgische voetbalspeelster. Ze speelt momenteel voor US Sassuolo Calcio in Italië. Daarvoor was ze 5 seizoenen lang actief bij KAA Gent en speelde ze 1 jaar met landskampioen 2020-2021 RSC Anderlecht. Tevens is ze international bij de Red Flames.